# Heinrich Hildebrand von Einsiedel (Geheimrat, 1622)
Heinrich Hildebrand von Einsiedel (* 14. November 1622 auf Burg Scharfenstein; † 19. Dezember 1675 in Dresden) war kursächsischer Geheimer Rat, Präsident des Appellationsgerichts, Direktor der Landschaft des Fürstentums Altenburg, Herr auf Scharfenstein, Weißbach und Lumpzig.

## Leben
Er stammt aus dem Adelsgeschlecht von Einsiedel und ist der Sohn von Heinrich Hildebrand von Einsiedel auf Scharfenstein, Weißbach, Wolkenburg und Löbichau, der als kursächsischer Vizehofrichter in Leipzig tätig war und gleichzeitig zum Obersteuereinnehmer und Direktor der Landschaft des Fürstentums Altenburg ernannt worden war. Seine Mutter, Sophia von Einsiedel, stammte aus dem Hause Ponickau. Sie starb, bevor ihr Sohn das 4. Lebensjahr erreicht hatte.
Heinrich Hildebrand studierte in Wittenberg, Altdorf und Straßburg sowie lebte einige Zeit in Frankreich. Als sein Vater 1651 starb, kehrte er nach Sachsen zurück und nahm mit seinem älteren Bruder Rudolph Haubold von Einsiedel eine Erbteilung gemäß dem väterlichen Testament vor. Als der jüngere Bruder erhielt er die beiden Güter Scharfenstein und Weißbach im Erzgebirge. Noch im gleichen Jahr erhielt er eine Beamtenstelle am Oberhofgericht in Leipzig.
1655 erhielt Einsiedel eine Stelle beim Appellationsgericht, dessen Präsident er später wurde. 1668 wurde er zum kurfürstlichen Geheimen Rat befördert.
Seinen Besitz vermehrte er durch den Ankauf des Rittergutes Lumpzig im Fürstentum Altenburg. Dadurch konnte er die väterliche Stelle des dortigen Landschaftsdirektors übernehmen. Er starb in Dresden und wurde am 10. Mai 1676 in Großolbersdorf beerdigt, der dortigen Kirche hatte er zu Lebzeiten einen Altar gestiftet.
Einsiedel war ein Schwager des Oberberghauptmanns Abraham von Schönberg.

## Familie
Verheiratet war Heinrich Hildebrand von Einsiedel seit 1653 Agnesa Eleonora, geborene von Schönberg, der Tochter des Rittmeisters Abraham von Schönberg auf Frauenstein im Erzgebirge. Aus dieser Ehe gingen u. a. die Söhne Heinrich Hildebrand von Einsiedel (1658–1731), Geheimrat in Sachsen-Gotha-Altenburg, Kanzler, Obersteuerdirektor und Curt Heinrich von Einsiedel (1662–1712), königlich-polnischer und kursächsischer Geheimer Rat, Kammerherr, Kammer- und Bergrat, Herr auf Weißbach und Dittersdorf, hervor.